# Haunted Houses
"Haunted Houses" es el sexto episodio de la primera temporada de la serie de televisión de antología estadounidense de drama criminal True Detective. El episodio fue escrito por el creador de la serie Nic Pizzolatto y dirigido por el productor ejecutivo Cary Joji Fukunaga. Se transmitió por primera vez en HBO en Estados Unidos el 23 de febrero de 2014.
La temporada se centra en los detectives de homicidios de la Policía Estatal de Luisiana Rustin "Rust" Cohle (Matthew McConaughey) y Martin "Marty" Hart (Woody Harrelson), quienes investigan el asesinato de la prostituta Dora Lange en 1995. Diecisiete años después, deben revisar la investigación, junto con varios otros crímenes sin resolver. En este episodio, Cohle decide investigar por su cuenta todo lo relacionado con las escuelas financiadas por Billy Lee Tuttle. Mientras tanto, la vida personal de Hart vuelve a estar en crisis después de que comienza una aventura con una chica que conoció hace años.
De acuerdo con Nielsen Media Research, el episodio fue visto por aproximadamente 2,64 millones de espectadores domésticos y obtuvo una participación de audiencia de 1,1 entre los adultos de 18 a 49 años. El episodio recibió elogios de la crítica, enfocandose en el desarrollo del personaje, las actuaciones, la escritura y la dirección.

## Trama

### 2002
Marty (Woody Harrelson) visita a los dos chicos adultos que tuvieron relaciones sexuales con Audrey (Erin Moriarty) en la cárcel. Les dice que les permitirá irse siempre y cuando no vuelvan a encontrarse con su hija o presentará cargos por estupro. Golpea a los chicos antes de salir de la cárcel.
Rust (Matthew McConaughey) visita a Terry Guidry (Louis Herthum), cuyo hijo desapareció. Revela que su hijo asistió a Queen of Angels, otra escuela financiada por Tuttle. Rust luego visita al pastor Theriot (Shea Whigham), ahora un alcohólico desilusionado, quien menciona que las escuelas están relacionadas con Wellspring, una parte de los ministerios de Tuttle. Theriot afirma que cuando trabajaba en el ministerio, encontró pruebas de abuso de menores y llevó la información al diácono, Austin Farrar, quien no hizo nada, provocando que dejara la escuela poco después.   
Marty y Rust trabajan en un caso que involucra a una mujer que sufre de Munchausen por poder y que mató a sus propios hijos. Rust consigue que la mujer confiese antes de animarla a quitarse la vida. Le pide a Marty que escriba el informe del caso, sugiriendo que sin sus habilidades, Marty no lograría mucho en el trabajo. Marty se enoja y le recuerda a Rust que él es el único que le ha dado una oportunidad. 
Marty va de compras y se topa con Beth (Lili Simmons), una ex prostituta e informante que ahora trabaja en T-Mobile, con quien tras varias citas, tiene relaciones sexuales. Maggie (Michelle Monaghan) más tarde descubre su aventura al ver mensajes en su teléfono. Aunque no lo confronta de inmediato, se la muestra en un bar sin su anillo de bodas, coqueteando con un hombre.
Rust visita a Kelly Reider (December Ensminger), la niña que estuvo cautiva en el cobertizo de Ledoux. Ahora en estado catatónico, apenas habla. Ella le cuenta a Rust sobre un "gigante" con la cara llena de cicatrices que fue el peor de sus torturadores, antes de derrumbarse por completo. Sus cuidadores le piden a Rust que se vaya. 
El superior de Rust y Marty reprende a Rust por visitar a Reider. Rust crea una conexión entre los viejos casos de las escuelas de Tuttle y el asesinato de Dora Lange. Salter y Marty rechazan sus afirmaciones y se ordena a Rust que deje de investigar.
Rust ignora la advertencia y visita al reverendo Tuttle (Jay O. Sanders); al consultarle sobre sus evidencias, Tuttle afirma que Austin Farrar fue despedido por malversación de fondos antes de morir en un accidente automovilístico. Tuttle promete vagamente a Rust acceso a los documentos pertenecientes a Wellspring, afirmando que el programa se reabrirá pronto. Tuttle reacciona de forma inexpresiva y oblicua a la revelación de Rust sobre el verdadero motivo para reabrir la investigación ("mujeres y niños muertos"), pero luego se queja con Salter sobre la visita y Rust es suspendido por un mes. 
En su apartamento, Maggie visita a Rust, extremadamente ebrio, y le cuenta sobre la infidelidad de Marty. Intuyendo la probable atracción de Rust hacia ella, inicia relaciones sexuales con él y luego le dice que lo hizo para lastimar a Marty y poner fin a su matrimonio. Cuando Rust se da cuenta de que lo han utilizado simplemente como herramienta de represalia, la echa de su apartamento, enojado.
Maggie le cuenta a Marty que sabe sobre su aventura y también confiesa haber tenido relaciones sexuales con Rust. Al día siguiente, Marty furioso ataca y golpea a Rust afuera de su oficina. Rust reacciona de una manera mayoritariamente defensiva hasta que ambos quedan magullados y ensangrentados y sus colegas tienen que sujetarlos. Rust no presenta cargos y decide dejar la policía.

### 2012
Gilbough (Michael Potts) y Papania (Tory Kittles) traen a Maggie para interrogarla. A pesar de su afirmación de que Rust puede estar involucrado en actividades sospechosas, Maggie defiende su carácter y finge ignorancia sobre las circunstancias de su pelea con Marty.
En su propio interrogatorio, los detectives le preguntan a Marty sobre la reciente muerte de Tuttle. Los detectives revelan su sospecha de que Rust tuvo algo que ver con eso. Marty sale de la entrevista. Mientras conduce, se da cuenta de que lo sigue un coche y se detiene en la carretera. El conductor resulta ser Rust, que quiere hablar con él. Marty acepta y ambos se marchan, y Marty comprueba que su pistola esté cargada.

## Producción

### Desarrollo
En enero de 2014, el título del episodio se reveló como "Haunted Houses" y se anunció que el creador de la serie Nic Pizzolatto había escrito el episodio mientras que el productor ejecutivo Cary Joji Fukunaga lo había dirigido. Este fue el sexto crédito de escritura de Pizzolatto y el sexto crédito de dirección de Fukunaga. 

## Recepción

### Audiencia
El episodio fue visto por 2,64 millones de espectadores, lo que le valió un 1,1 en la escala de rating de Nielson para el grupo demográfico de 18 a 49 años. Esto significa que el 1,1 por ciento de todos los hogares con televisores vieron el episodio. Esto representó un aumento del 17 % con respecto al episodio anterior, que fue visto por 2,25 millones de espectadores, con un 0,9 en el grupo demográfico de 18 a 49 años.

### Reseñas críticas
"Haunted Houses" recibió elogios de la crítica. Jim Vejvoda de IGN le dio al episodio un "sorprendente" 9 sobre 10 y escribió en su veredicto: "Descubrimos por qué Marty Hart y Rust Cohle tuvieron una pelea tan amarga en 2002, y finalmente conocemos al poderoso jugador involucrado de alguna manera en los asesinatos de culto, en este episodio bastante estricto (pero aún apasionante) de True Detective".
Erik Adams de The AV Club le dio al episodio una calificación de "B+" y escribió: "True Detective es el tipo de programa que consume al espectador activo, ya sea un crítico que está recogiendo huevos de Pascua o simplemente un fan que pasa el tiempo entre episodios". Al 'elegir' en broma la segunda temporada, sentí esto en un nivel profundo mientras miraba 'Haunted Houses', que no es el mejor episodio de la primera temporada, pero aun así logró engancharme con la colocación de una marca corporativa llamativa". Britt Hayes de Screen Crush escribió: "La toma final nos muestra la parte trasera de la camioneta de Rust, con su luz trasera todavía rota, todos estos años después, desde donde Marty la golpeó durante su pelea cuando Marty se enteró de Rust y Maggie; es algo que Rust podría arreglar fácilmente, pero solo demuestra que hay un daño que nunca puedes dejar ir; significa demasiado".
Alan Sepinwall de HitFix escribió: "'Haunted Houses', sin embargo, demuestra algunos de los peligros de la estructura que usa Pizzolatto. Es esencialmente una hora para llenar los espacios en blanco, específicamente, lo que causó el fin de los matrimonios personales y profesionales de Hart. Entre oblicuos referencias en las entrevistas de 2012 y lo que habíamos aprendido sobre Cohle y Hart en 1995, casi todo lo que sucedió aquí era algo que ya podíamos inferir (y, en muchos casos, lo hicimos)".  Gwilym Mumford de The Guardian escribió: "Finalmente supimos exactamente cómo la relación de nuestro dúo de detectives fue mal, pero surgieron cuestiones más importantes, como: ¿exactamente qué estaba haciendo Cohle en sus años 'fuera de la red'?"  Kevin Jagernauth de IndieWire le dio al episodio una calificación de "A" y escribió: "'Haunted Houses' es un título evocador para los episodios de esta semana que describe con precisión la creciente podredumbre que estamos viendo. La casa del Señor ciertamente está encantada con las muertes de mujeres y niños, la comisaría está atormentada por sus posibles vínculos con los asesinatos, el antiguo matrimonio de Maggie y Martin todavía los persigue una década después y, por supuesto, Rust está simplemente atormentado por todo en su vida". 
Kenny Herzog de Vulture le dio al episodio una calificación perfecta de 5 estrellas sobre 5 y escribió: "True Detective funciona como televisión debido a lo bien que funciona como obra de teatro, donde no importa cuán grande sea el nombre, todos están ahí para desempeñar un papel. Dentro de ese drama interior, un puñado de protagonistas desordenados buscan significado en medio de una desorientación que da vueltas constantemente. Eso bien podría ser una metáfora del propio True Detective, y con dos capítulos restantes, el comienzo del final, o el final del comienzo, es insoportable cerca".  Tony Sokol de Den of Geek le dio al episodio una calificación de 4,5 estrellas sobre 5 y escribió: "True Detective muestra que Luisiana está llena de conspiraciones, grandes y pequeñas. Para Marty, Rusty y Maggie, las mentiras son fáciles y todos se apegan a sus historias. Solo podemos hacer conjeturas sobre las mentiras que dicen los nuevos detectives. Cuando los dos socios se encuentran al borde de la carretera, esas cervezas que van a tomar son para poder contar sus historias, no para mirar la televisión del bar. Ni Harte pudo pasar un episodio de Dumb Blonds in Cracker Country". 
Chris O'Hara de TV Fanatic le dio al episodio una calificación de 4 estrellas sobre 5 y escribió: "Las cosas ciertamente deberían ponerse interesantes si lo hacen. Primero porque ambos ya no son agentes de la ley, pero también como lo ilustra la luz trasera del camión de Rust. Todavía rotos después de todos estos años desde su pelea en el estacionamiento, todavía hay muchas cosas entre ellos que resolver".  Shane Ryan de Paste le dio al episodio un 9,8 sobre 10 y escribió: "En las semanas pasadas, nos hemos entregado al simbolismo y las conjeturas, pero ha quedado claro que la verdad de la resolución trascenderá nuestras teorías y escuchará a elecciones que han sido pospuestas durante años Para atrapar al Rey de Amarillo, Hart y Cohle tendrán que ser más que brillantes: tendrán que ser decisivos". 